# Montserrat Viveros
Montserrat Viveros Mendoza, née le 27 avril 2001 à Asuncion, est une escrimeuse paraguayenne pratiquant l'épée, double médaillée en individuel aux championnats panaméricains d'escrime.

## Carrière
Elle débute l'escrime à l'âge de huit ans auprès de son père Carlos. Son potentiel, repéré très tôt par son maître d'armes espagnol Juan Antonio Lucas, la conduit à prendre contact avec l'ancien champion du monde espagnol Manuel Pereira et à élire domicile à Madrid en 2017, afin de côtoyer le haut niveau européen. En 2019, après quelques résultats sur le circuit de la Coupe du monde junior, elle entame des études de marketing à l'Université d'État de l'Ohio.
Le 2 mai 2021, elle participe au tournoi de qualification olympique pour les Jeux olympiques de Tokyo. Après avoir battu la candidate de la Jamaïque et du Venezuela, elle perd en demi-finale contre la Pérucienne María Luisa Doig, vainqueure finale du tournoi, sur le score sans appel de 6-15.
Présente sur le circuit universitaire américain NCAA avec l'équipe des Buckeyes, elle dispute cependant très peu de tournois sur le circuit de la Coupe du monde, empêchant son classement mondial de progresser. Elle dispute, au cours des saisons 2021-2022 et 2022-2023, un Grand Prix chaque année en plus des championnats continentaux. C'est au cours de ces derniers qu'elle s'illustre donc, obtenant en 2022 sa première médaille et la première de son pays au cours des championnats panaméricains, elle retrouve l'olympienne María Luisa Doig en quart de finale, et parvient à prendre sa revanche (15-10) avant de céder en demi-finale contre Katharine Holmes (11-15). Ces championnats se tenaient dans sa ville natale.
En 2023, grâce à une nouvelle victoire contre Doig (15-8) et surtout contre la championne du monde en titre Nathalie Moellhausen (15-14), Viveros monte d'un cran en rejoignant la finale des championnats panaméricains 2023. Elle est battue en finale par la championne des États-Unis 2022, Catherine Nixon (9-15).

## Activités extra-sportives
Féministe, Viveros participe à la campagne 'OPA a la Violencia' de la Fondation Alda contre la maltraitance des femmes et des filles, et espère atteindre par le sport un statut de modèle pour les femmes de son pays.

## Palmarès
- Championnats panaméricains d'escrime
  -  Médaille d'argent aux Championnats panaméricains d'escrime 2023 à Lima
  -  Médaille de bronze aux Championnats panaméricains d'escrime 2022 à Asuncion